# سیمبلین (فیلم)
«سیمبلین» (انگلیسی: Cymbeline (film)) فیلمی در ژانر درام است که در سال ۲۰۱۴ منتشر شد.

## بازیگران
- ایتن هاک
- اد هریس
- میلا یوویچ
- آنتون یلچین
- داکوتا جانسون
- پن بدجلی
- اسپنسر ترت کلارک